# Hrabstwo Mississippi (Arkansas)

Piramida wieku hrabstwa

Hrabstwo Mississippi – hrabstwo w USA, w stanie Arkansas. Według danych z 2010 roku, hrabstwo zamieszkiwało 46 480 osób.

## Miejscowości
- Bassett
- Birdsong
- Burdette
- Blytheville
- Dell
- Dyess
- Etowah
- Gosnell
- Joiner
- Keiser
- Luxora
- Leachville
- Marie
- Manila
- Osceola
- Wilson
- Victoria